# Shaliach

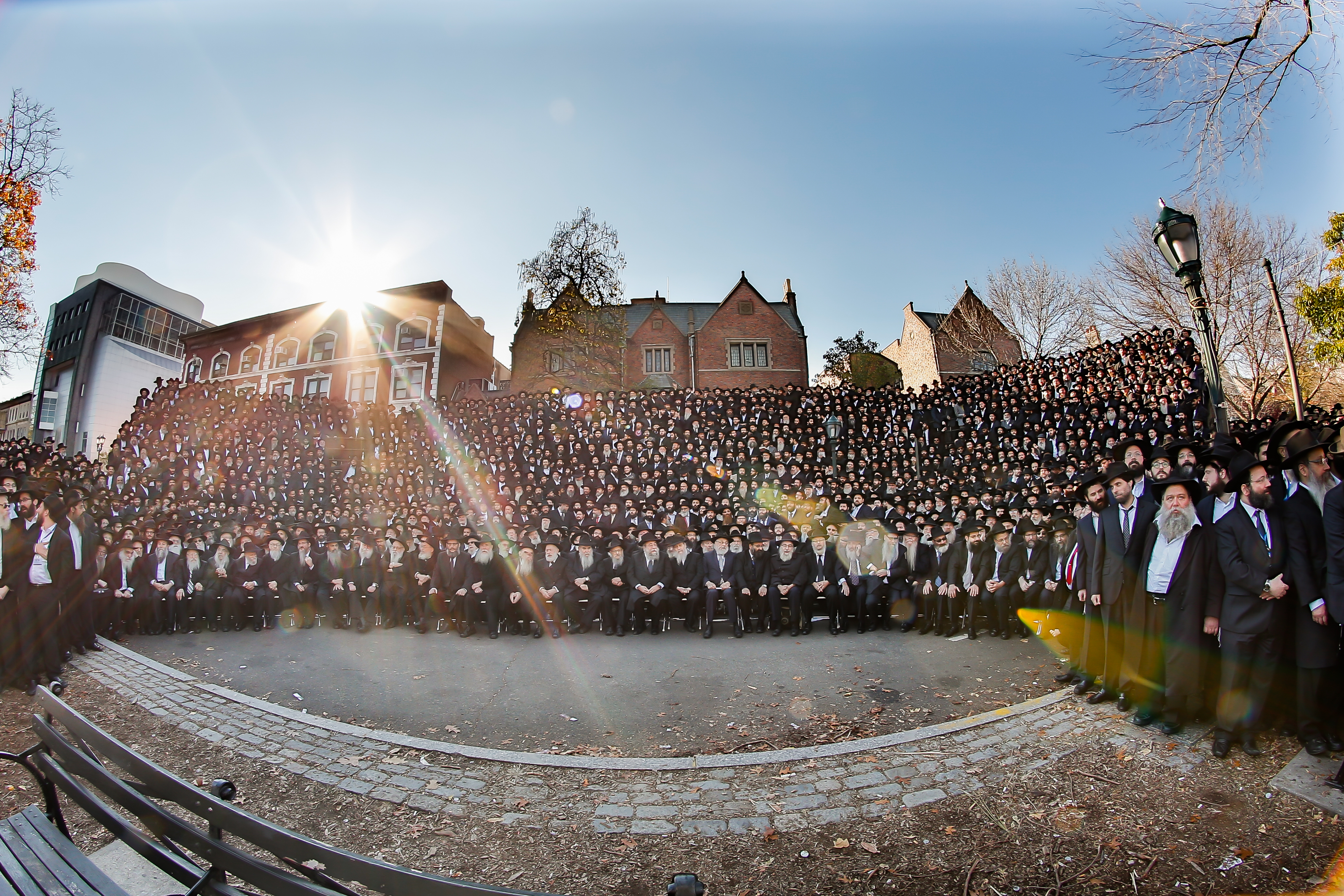
Foto di gruppo di Chabad shluchim, 2015

Parata Lag BaOmer con Rabbi Schneerson, di fronte al quartier generale Chabad di Brooklyn, 1987.

Uno shliach (o anche shaliach in ebraico שליח‎?, pl. שליחים/שלוחים, shlichim/shluchim) è un membro del movimento ebraico ortodosso Chabad inviato in missione per il mondo, a promulgare e far comprendere meglio l'ebraismo e la Chassidut. Il termine ebraico è l'equivalente della parola greca απόστολος, apóstolo: 'inviato' o 'delegato'.
Gli shluchim Chabad nel 2010 ammontavano internazionalmente a circa 4.500 e si possono trovare nelle parti più remote del mondo.

## Origini
Il primo shaliaḥ citato nella Torah è Eliezer, che fu inviato da Abramo a cercare una moglie per Isacco.
A partire dagli anni 1950, il Rebbe Chabad-Lubavitch Menachem Mendel Schneerson, ha inviato migliaia di shluchim in tutto il mondo, spesso in località remote, per riavvicinare gli ebrei all'ebraismo attraverso le sue Campagne Mitzvah e per assistere le comunità ebraiche di tutto il mondo nelle loro necessità religiose.

## Significato
Il Rebbe disse al rabbino G.M. Garelick, quando fu inviato a Milano: "Tu sarai rabbino di una shul, preside di una scuola, direttore di un campo e un consigliere di persone ma niente di questo definirà veramente ciò che farai a Milano. Sarà al di sopra e al di là di tutto questo - sarai uno Shaliach.".

## Kinus HaShluchim
La Kinus HaShluchim (ebraico: כנוס השלוחים, lett. "Assemblea di Emissari")  è la riunione annuale dei Chabad Shluchim, tenuta nell'autunno di ogni anno. Tale congresso è tipicamente organizzato a New York City nel fine settimana prima del mese ebraico di Kislev. Oltre 4.000 rabbini si riuniscono ogni anno, rendendo il convegno una delle più grandi riunioni del mondo di rabbini.
Un convegno simile viene tenuto ogni inverno dalle Shluchos (mogli dei rabbini), di solito vicino all'anniversarioo (Yahrtzeit) della morte della moglie di Rabbi Schneerson, Chaya Mushka Schneerson. Entrambe le Kinusim sono trasmesse in diverse lingue e registrate per successive distribuzioni a programmi formativi per bambini e adulti.